# Xoài Irwin

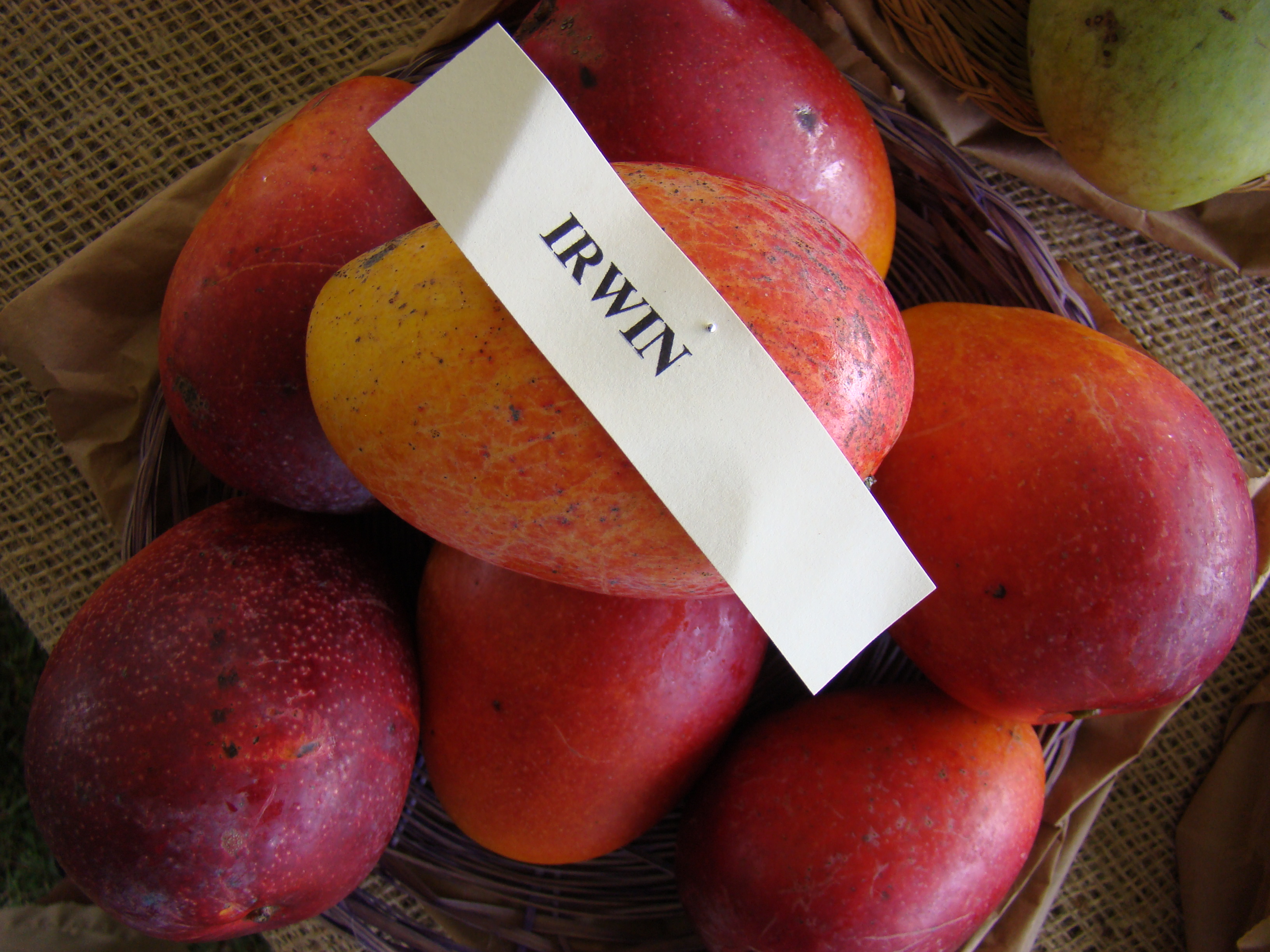
Đây là hình ảnh của Xoài Irwin

Xoài 'Irwin' là tên một giống xoài thương mại được phát triển ở khu vực Nam Florida.

## Lịch sử
Cây Irwin ban đầu là một giống cây trồng Lippens được thụ phấn chéo với Haden, được trồng trên đất đai của FD Irwin ở Miami, Florida vào năm 1939. Cây đầu tiên ra quả vào năm 1945, sau đó được đặt tên và mô tả vào năm 1949. Xoài Irwin đã được chấp nhận thương mại do khả năng ra quả tốt, hương vị, khả năng kháng bệnh tương đối và màu sắc hấp dẫn. "Irwin" cũng đã được bán như một cây giống trong vườn ươm để trồng tại nhà ở Florida.
Ngày nay, Irwin được trồng ở quy mô thương mại ở một số quốc gia, bao gồm Nhật Bản, Đài Loan và Úc, nơi nó được đem đến vào những năm 1970.
Cây Irwin được trồng trong các bộ sưu tập của USDA tại kho tế bào mầm ở Miami, Đại học Trung tâm Nghiên cứu và Giáo dục nhiệt đới của Florida ở Homestead, Florida, và Miami-Dade Công viên trái cây và gia vị, cũng ở Homestead.

## Miêu tả
Quả Irwin có hình dạng như quả trứng, có gốc tròn và đỉnh nhọn, thiếu mũi khoằm. Làn da mịn màng có màu đỏ sẫm bắt mắt khi trưởng thành. Thịt có màu vàng và có hương vị nhẹ nhưng ngọt và mùi thơm dễ chịu. Nó không có chất xơ và chứa một hạt đơn phôi. Quả thường trưởng thành từ tháng 6 đến tháng 7 ở Florida  và thường được mọc thành chùm.
Loài cây này là giống cây trồng có sức sống vừa phải, có thể cao hơn 20 feet nếu không được chăm sóc, phát triển các tán cây mở.